# Vlag van Vrouwenparochie

Vlag van Vrouwenparochie

De vlag van Vrouwenparochie is de dorpsvlag van het Nederlandse dorp Vrouwenparochie, in de Friese gemeente Waadhoeke. De vlag werd in de huidige vorm in 2010 geregistreerd.

## Beschrijving
De beschrijving van de vlag is als volgt:
Vijf lengtebanen van rood, wit, zwart, wit en rood, in de verhouding 3:2:5:2:3; een blauwe broekingsdriehoek met de punt op het vlagmidden, belegd met een gele lelie.
De kleuren zijn afkomstig van het dorpswapen.

## Symboliek
- Rode banen: indirect afgeleid van de vlag van het buurdorp Oude Leije.[2]
- Zwarte baan met witte banen: verwijzen naar de vierkanten uit het dorpswapen.[2]
- Broekingsdriehoek: ontleend aan de vlag van het Bildt, de gemeente waar het dorp eerder tot behoorde.[2]
- Fleur-de-lis: symbool voor Maria en daarmee een verwijzing naar de plaatsnaam "Vrouwenparochie".[2]

## Zie ook

Wapen van Vrouwenparochie